# 丁文棋
丁文棋（1954年1月13日—），臺灣廣播界从业者，出生於雲林縣臺西鄉。曾在五六十年代主持廣播節目『愛情青紅燈』，並創辦相關廣播雜誌，因而得以闻名。他也製作了『天天24點』等多個廣播和電視節目，现时为新天地電視台『古早味ㄟ台灣歌』節目製作人兼主持人。
丁文棋为『台北廣播職業工會』創辦人，曾擔任中華民國廣播協會理事長（民國86年至92年）、台北縣雲林同鄉會理事長，並於2022年擔任雲林鄉親同心會會長。2017年出版了『臺灣廣播經典名人錄』，並擔任「文夏九十音樂大會」節目主持人。
2021年獲得第五十六屆廣播金鐘獎特別貢獻獎。

## 生平

### 早年生活
丁文棋在初中時就離開家，前往斗六住宿寄讀中學。高中就讀台北強恕高中。為了謀生，他在高中二年級轉為夜間部，開始了兼職工作，做過小美冰淇淋的經銷商、雜貨店送貨員、麵攤洗碗工、中央市場交貨員等。
直到丁文棋的四哥告訴他中華電台正在招募播音員，他才對廣播產業產生了興趣。於是前往報名，並在眾多候選者中被主持人文清選中，開始了他的廣播生涯。

### 廣播生涯
丁文棋對廣播並無太多概念，但他在中學時學會了不少台語歌曲，這使他對廣播產生了一些好感。他受錄用後，參與了送貨、整理歌單等工作，同時跟隨主持人文清學習播音。
1971年，丁文棋開始主持廣播節目『歌友世界』。當時，台灣正處於從農業轉向代工的時代，幾乎所有的工人都會在工作時聽廣播。
1972年，丁文棋將節目名稱更改為更貼切聽眾心聲的『愛情青紅燈』。他在節目中加入了新元素，如《空中情書俱樂部》，首創幫聽友念情書，並播放相關的心情歌曲，使台灣掀起一股交筆友的熱潮，並成為歌手發片的最佳宣傳渠道之一。
1974年，他出版了以情書和筆友資訊為主題的『愛情青紅燈月刊』，為台灣第一本廣播相關刊物。他還將自己的個人經歷寫成了一篇名為『失業』的文章，收錄在『愛情青紅燈月刊』中，講述了他年輕時在困境中的經歷。
1986年，創立台北市廣播節目製作業職業工會。
1987年，丁文棋與廣播界前輩、戲劇製作人錢來也（張宗榮）合資創立了「葫蘆伯中醫診所」。

### 音樂節目和文化推廣
在事業達到巔峰之時，丁文棋進入電視界，開始製作了一系列廣播和電視節目，其中包括知名節目『天天24點』。2003年，丁文棋將他的保健品品牌轉手給上市公司，並逐漸退休。
2013年，丁文棋复出並製作了音樂節目『古早味ㄟ臺灣歌』，播放早期黑膠唱片，並邀請資深台語歌手來演唱經典歌曲，以推廣台語音樂和文化。

## 作品

### 廣播節目
《愛情青紅燈》、《天天24點》、《古早味ㄟ臺灣歌》『有情世界』等。

### 出版書籍
『廣播文庫』『廣播情書』《臺灣廣播經典名人錄》等。
《愛情青紅燈》廣播特刊   《友情世界廣播情書》月刊。